# Чон Ги Дон
Чон Ги Дон (кор. 정기동; 13 мая 1961, Республика Корея) — южнокорейский футболист, играл на позиции вратаря.
Выступал в основном за клуб «Пхохан Стилерс», также играл за национальную сборную Южной Кореи.

## Клубная карьера
Во взрослом футболе дебютировал в 1983 году выступлениями за команду клуба «Пхохан Стилерс», в котором играл до 1991 года, приняв участие в 135 матчах чемпионата. На протяжении 1984 года выступал в клубе «Санджу Санму».
В 2006 году спустя 15 лет после завершения профессиональной игровой карьеры, 45-летний вратарь был включён в заявку команды клуба «Тэгу», однако участия в официальных матчах не принимал.

## Выступления за сборную
В октябре 1984 года дебютировал в официальных матчах в составе национальной сборной Южной Кореи в товарищеской игре против сборной Камеруна. Того же года успел провести еще четыре игры — две в отборе к Кубку Азии в 1984 и две в финальной части континентального первенства. При этом первый и единственный гол в форме сборной пропустил только в последней из этих игр — матчи против национальной сборной Сирии.
Впоследствии продолжал вызываться в национальную команду, однако исключительно как резервный голкипер, в частности был включен в заявку южнокорейцев на чемпионат мира 1990 года в Италии.